# Keith Van Horn

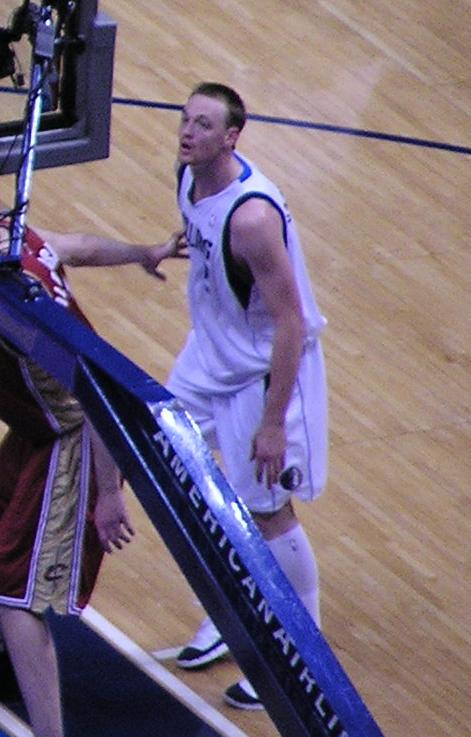
Keith Van Horn

Keith Adam Van Horn (Fullerton, Californië, 23 oktober 1975) is een Amerikaanse voormalig basketbalspeler bij de NBA. Van Horn maakte zijn debuut in 1997 bij de New Jersey Nets. Hij is 2,08 m lang en weegt rond de 111 kg.